# Loso

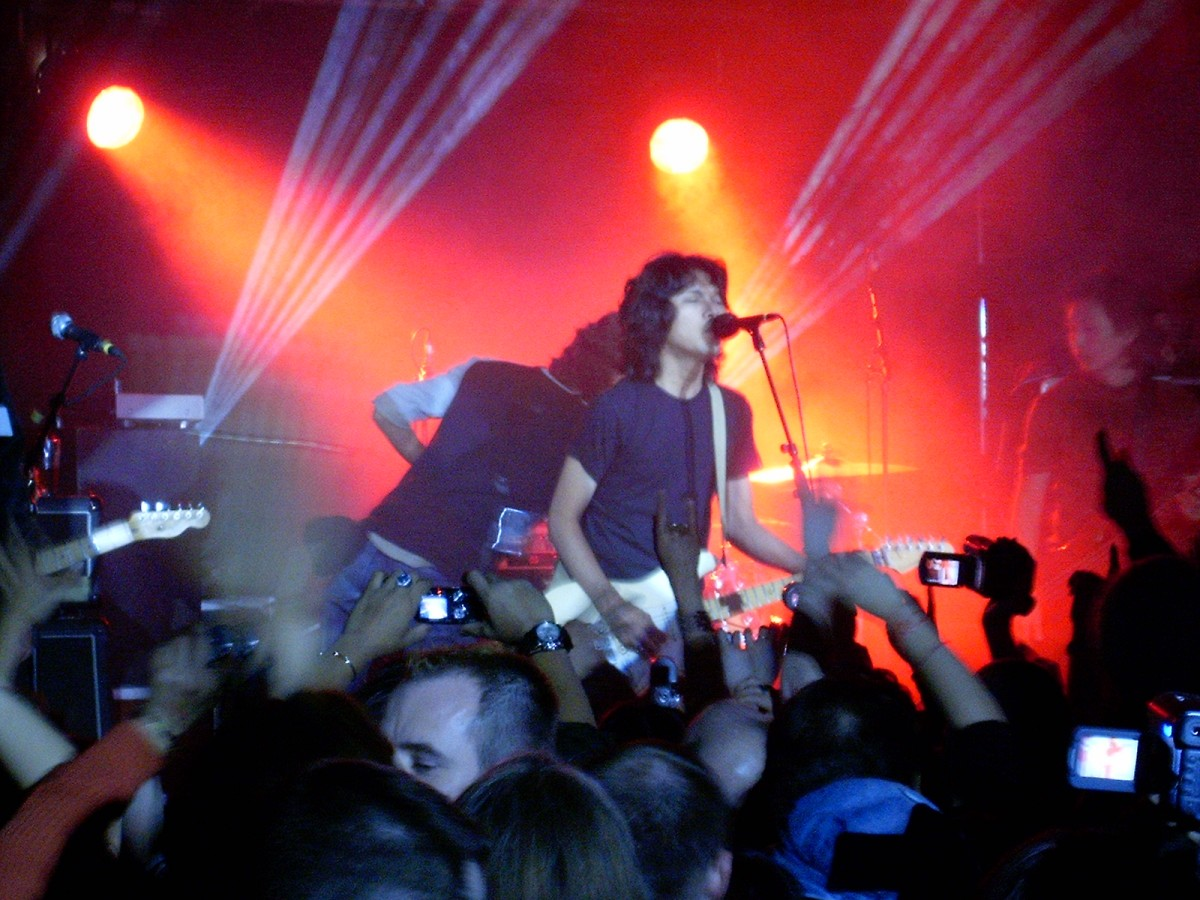
Zespół Loso podczas koncertu 29 stycznia 2005 w Mannheim w Niemczech

Loso – tajski zespół rockowy, pochodzi z prowincji Khorat. Nazwa zespołu oznacza 'Low Society'.
Do tej pory zespół nagrał 13 płyt.